# فیات ۶۱۹
فیات ۶۱۹ (انگلیسی: Fiat 619) یکی از کامیون‌های سنگین و چندمنظوره شرکت فیات است که از سال ۱۹۶۴ تا ۱۹۸۰ تولید می‌شد. این کامیون به‌عنوان جایگزین مدل موفق فیات ۶۸۲ معرفی شد، اما به‌دلیل تقاضای بازارهای آفریقایی، تولید ۶۸۲ تا سال ۱۹۸۴ ادامه یافت.

## بازارها و تولید بین‌المللی
فیات ۶۱۹ در کشورهای مختلفی مانند آرژانتین، فرانسه (با برند Unic)، آلمان (با برند Magirus-Deutz)، ترکیه و نیجریه تولید یا مونتاژ می‌شد. این کامیون به‌ویژه در بازارهای صادراتی اروپای شمالی و آمریکای جنوبی محبوبیت زیادی داشت.

## عملکرد و مصرف سوخت
در آزمایش‌های جاده‌ای، نسخه ۶۱۹ T1 با وزن ترکیبی ۳۲ تن، مصرف سوختی حدود ۲.۳ کیلومتر بر لیتر (معادل ۶.۶ مایل بر گالن) داشت. این مصرف در آن زمان برای یک کامیون سنگین قابل قبول محسوب می‌شد.